# Belalakaja
Der Belalakaja (russisch Белалакая, was so viel heißt wie „Gestreifter Fels“, englisch transkribiert Belalakaya) ist ein 3861 m hoher Berg des Kaukasus in der russischen Republik Karatschai-Tscherkessien. Wegen seiner Gestalt wird er auch das Matterhorn des Kaukasus genannt.
Der Berg mit einem nach ihm benannten Gletscher (Lednik Belalakaja) auf der Ostseite liegt drei Kilometer südwestlich des kleinen Wintersportortes Dombai nahe der Grenze zu Georgien. Er wird zur Kluchor-Maruch-Gruppe gezählt. Seinen Namen verdankt er mehreren bis zu 50 Meter breiten Bändern weißen Quarzes auf seinen Felswänden.
Die Westwand hat eine Höhe von 700 Metern, die Nordostwand eine von 1000 Metern.